# Victoria (municipalité, Tamaulipas)
Pour les articles homonymes, voir Victoria.
La municipalité de Victoria est l'une des 43 municipalités de l'État de Tamaulipas, et est située dans la partie centrale de cet État. Située à l'ouest du golfe du Mexique, elle est bordée à l'ouest par le massif montagneux de la Sierra Madre orientale. Ses cours d'eau appartiennent essentiellement au bassin versant du fleuve Río Soto La Marina. Son chef-lieu est la ville de Ciudad Victoria, qui est également la capitale de l'État de Tamaulipas. Elle dépend de la région Centro, qui est une des 6 subdivisions administratives de l'État de Tamaulipas.

## Géographie
La municipalité de Victoria prend appui à l'ouest sur les contreforts de la Gran Sierra Plegada, qui est une partie de la chaîne de montagnes plus vaste de la Sierra Madre orientale. Son altitude oscille entre 200 et 2200 mètres. L'essentiel de ses cours vient alimenter le fleuve Río Soto La Marina, qui se jette dans le golfe du Mexique, tandis qu'une bien moindre part vient alimenter le fleuve Río Pánuco, qui s'écoule bien plus au sud. Son chef-lieu, la ville de Ciudad Victoria, se trouve dans la partie centrale de son territoire, au pied de l'escarpement de la Gran Sierra Plegada, juste à l'ouest, à une altitude de 321 mètres. Son territoire couvre une superficie de 1538,25 km², et était peuplé en 2020 de 349 688 habitants.
Cette municipalité fait partie de la région Centro, qui est une des 6 subdivisions administratives de l'État de Tamaulipas, et regroupe les municipalités d'Abasolo, Güémez, Hidalgo, Jiménez, Llera, Mainero, Padilla, San Carlos, San Nicolás, Soto la Marina, Victoria, Casas et Villagrán.
Elle est limitrophe au nord-ouest et au nord-est de la municipalité de Güémez, à l'ouest de celle de Jaumave, et au sud-est de celles de Llera et de Casas.

## Composition et démographie
La municipalité était composée en 2010 de 590 localités.
| Localité        | Population |
| --------------- | ---------- |
| Ciudad Victoria | 278 455    |
| La Libertad     | 1 225      |
| El Olivo        | 823        |
| La Misión       | 869        |

En plus de l'espagnol, plusieurs langues amérindiennes sont parlées dans la municipalité, dont les principales sont par ordre d'importance : le nahuatl et dans une moindre mesure le tepehuan, le huastèque, maya, le chinantèque et le mazahua.

## Histoire
La ville de Ciudad Victoria est fondée le 6 octobre 1750 par José de Escandón, créateur et colonisateur de la nouvelle province de Nouvelle-Santander, sous le nom de Villa de Santa María de Aguayo. En 1757, José Tienda de Cuervo effectue une visite de la nouvelle ville, tandis qu'en 1769, sur ordre du vice-roi de Nouvelle-Espagne, une distribution de terres a lieu.
En 1811, la capitale de la Nouvelle-Santander est déplacée de San Carlos à Aguayo.
Durant la Guerre d'indépendance du Mexique, la ville est prise par les troupes indépendantistes du général Felipe de la Garza, dans le cadre du Plan d'Iguala.
Peu après la déclaration d'indépendance du Mexique, en 1825, la ville de Santa María de Aguayo devient capitale de l'État du Tamaulipas, après que d'autres villes eurent antérieurement cette fonction. Elle change alors de nom et devient Ciudad Victoria, en l'honneur du leader indépendantiste Guadalupe Victoria.
Dans le contexte de la Guerre américano-mexicaine, la ville de Ciudad Victoria est occupée par les troupes américaines en en décembre 1846.
Durant la Révolution mexicaine, les révolutionnaires, opposés au président Victoriano Huerta, attaquent Ciudad Victoria sous le commandement du colonel Jesús Agustín Castro (es), en avril 1913. Au mois de novembre de la même année, les forces constitutionnalistes s'emparent de la ville.